# 20 Exchange Place
O 20 Exchange Place, originalmente chamado de Edifício City Bank–Farmers Trust, é um arranha-céu localizado no Distrito Financeiro da Baixa Manhattan na cidade de Nova Iorque, Estados Unidos. Foi projetado pela firma de arquitetura Cross & Cross e inaugurado no final de fevereiro de 1931 como a sede da City Bank–Farmers Trust Company, a predecessora do atual Citibank. O edifício tem 225 metros de altura com uma área interna de mais de 67 mil metros quadrados espalhados por 57 andares.
A construção do 20 Exchange Place começou em fevereiro de 1930 e foi finalizada em março do ano seguinte. O edifício permaneceu como a sede da empresa até 1961 e foi vendido em 1979. Os espaços entre o décimo sexto até quinquagésimo sétimo andares eram originalmente escritórios, porém foram convertidos a partir do final da década de 1990 em apartamentos residenciais. O 20 Exchange Place foi designado em 1996 como um marco da cidade de Nova Iorque e faz parte do Distrito Histórico de Wall Street.
O edifício tem uma fachada de granito e calcário, enquanto sua superestrutura interna é feita de aço. A seção inferior ocupa por completo um quarteirão quadrilateral irregular e contém pegões com figuras representando "gigantes das finanças", com a entrada principal na Exchange Place possuindo um arco redondo e medalhões de granito representando países onde a City Bank Farmers Trust operava escritórios. Os andares superiores consistem em uma torre desalinhada da base e com cantos chanfrados.

## Local
O 20 Exchange Place ocupa todo um quarteirão quadrilateral no Distrito Financeiro da Baixa Manhattan na cidade de Nova Iorque, Estados Unidos. É delimitado pela Rua Exchange Place ao norte, pela Rua Hanover ao leste, pela Rua Beaver ao sul e pela Rua William ao oeste. A malha de ruas ao redor, construída como parte da colônia de Nova Amsterdã, permanece praticamente inalterada desde que foi documentada no Plano Castello do século XVII. Desta forma, o quarteirão quadrilateral é de um formato irregular. Edifícios próximos incluem o 55 Wall Street e 60 Wall Street ao norte, o 63 Wall Street ao nordeste, o 1 Wall Street Court ao leste, o 56 Beaver Street e 1 William Street ao sudoeste e o 15 William e Edifício Broad Exchange ao oeste.
A primeira estrutura registrada no local foi a casa de Tymen Jansen, um carpinteiro naval neerlandês de meados do século XVII. Todo o quarteirão estava ocupado por prédios maiores na década de 1890. O quarteirão, pouco antes da construção do 20 Exchange Place, continha quatro estruturas: dois edifícios de dez andares na Rua William, um edifício de nove andares na Rua Hanover e um edifício de quinze andares que se estendia entre a Rua Beaver e a Exchange Place.

## História
O National City Bank e a Farmers' Loan and Trust Company eram antigas instituições financeiras de Nova Iorque, com o primeiro tendo sido fundado em 1822 e a segunda em 1822. Pelos anos seguintes vários bancos começaram a se mudar para edifícios previamente residenciais localizados na Rua Wall, com instituições financeiras consistindo na maioria dos inquilinos no local em meados da década de 1820. O local onde hoje está o 20 Exchange Place também ficou associado com a indústria financeira ao final do século XIX, com instituições como o Canadian Bank of Commerce ocupando edifícios no quarteirão. O National City Bank transferiu sua sede em 1908 para o 55 Wall Street, diretamente ao norte de onde ficaria o 20 Exchange Place. Enquanto isso, o Farmers Loan and Trust Company ocupava um dos edifícios do quarteirão do 20 Exchange Place.

### Desenvolvimento

#### Planejamento

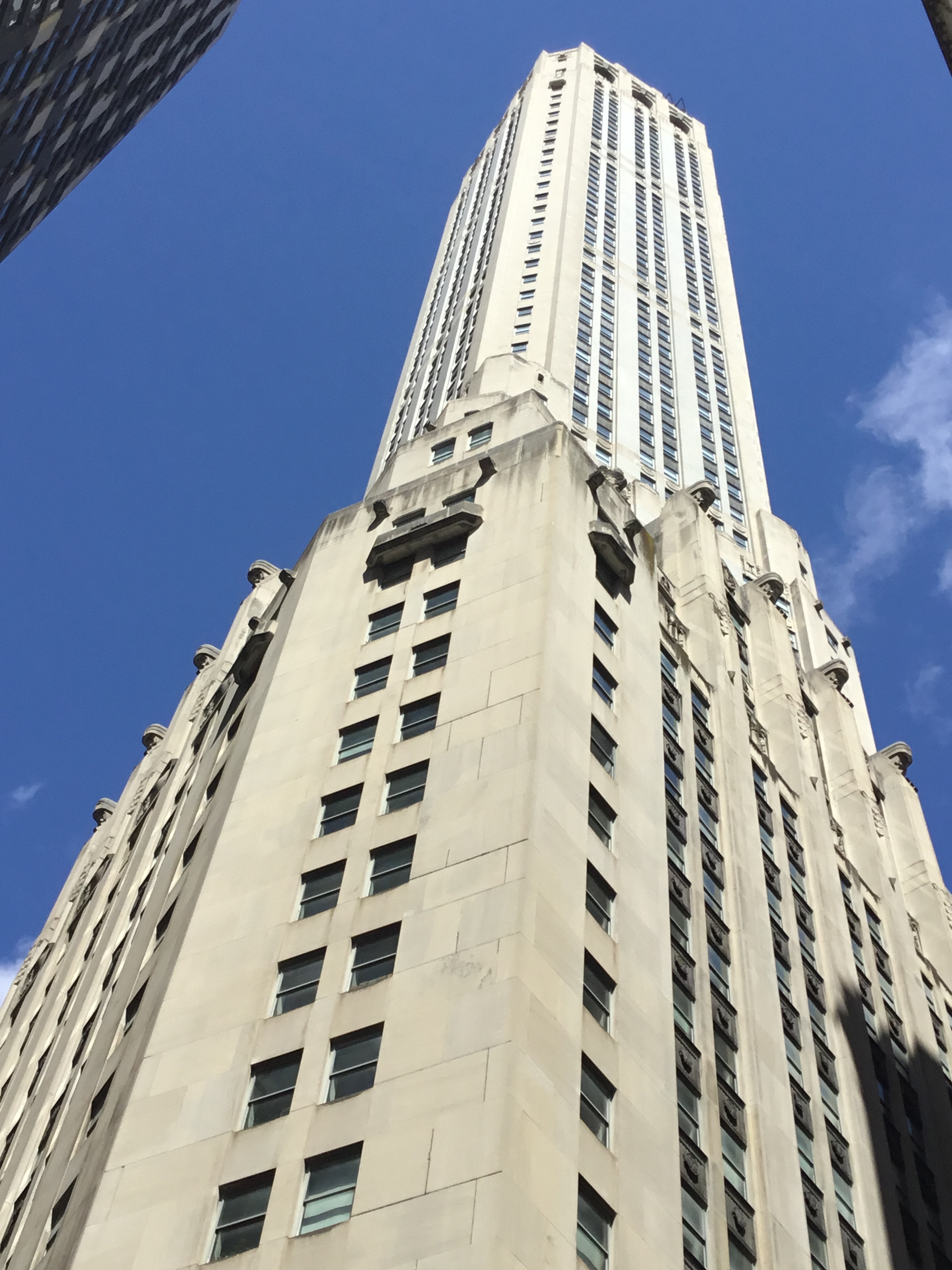
O 20 Exchange Place visto da rua

A firma de arquitetura Cross & Cross apresentou em fevereiro de 1929 planos para um edifício de 25 andares para o National City Bank no número 22 da Rua William a fim de substituir seu prédio já existente no local. Estes planos eram para uma estrutura com vários recuos e chanfraduras nos cantos, mas nenhuma torre. O National City Bank e a Farmers' Loan and Trust Company se fundiram em abril de 1929. O National City Bank assumiu as operações bancárias expandidas, enquanto a Farmers' Trust se transformou na City Bank Farmers Trust Company, uma subsidiária do National City Bank que assumiu as operações fiduciárias. A City Bank Farmers Trust encomendou uma nova estrutura no número de 20 da Exchange Place para acomodar as operações do banco. O local era um dos únicos grandes lotes perto do Edifício da Bolsa de Valores de Nova Iorque que ainda estava disponível. A Cross & Cross então propôs um prédio de quarenta andares que substituiria todas as estruturas do quarteirão, incluindo aquela ocupada pelo Canadian Bank of Commerce. O edifício proposto foi expandido para 52 andares após mais revisões; este projeto tinha uma colunata na base e um telhado piramidal.
Vários arranha-céus em Nova Iorque estavam competindo para se tornaram o mais alto do mundo na época que os planos do 20 Exchange Place foram anunciados, incluindo o Edifício Chrysler, o Edifício Empire State e o 40 Wall Street, nenhum dos quais estava com suas obras iniciadas. O 20 Exchange Place era um daquelas competindo pelo título. Segundo a revista Architectural Forum, o processo de projeto tinha de ser "uma solução coordenada para complexos problemas mecânicos e as exigências extenuantes da economia", com as considerações estéticas vindo em segundo plano. A Cross & Cross abriu um escritório no número 385 da Avenida Madison em Midtown Manhattan especificamente para este projeto; o escritório tinha salas de elaboração, arquivamento e amostra, com mesas e arquivos relevantes ficando agrupados por conveniência. George J. Maguolo supervisionou uma equipe que esculpiu miniaturas de argila para a proposta de edifício.
A City Bank Farmers Trust enviou à prefeitura da cidade em outubro de 1929 planos provisórios para uma estrutura de 258 ou 281,9 metros, 75 andares e um orçamento de 9,5 milhões de dólares em valores da época. O prédio consistiria de uma torre de 24 por 24 metros subindo acima do vigésimo oitavo andar e terminando no quinquagésimo com um farol de 4,6 metros no formato de globo em um pináculo apoiado por quatro águias. Como originalmente planejado, o arranha-céu seria a sede de um banco maior a ser criado pela fusão da City Bank Farmers Trust com o Corn Exchange Bank. Pelo menos três desenhos arquitetônicos iniciais foram feitos. A fusão desses dois foi cancelada depois da Quebra da Bolsa em 1929. Consequentemente, o número de andares foi reduzido para 64 e depois para 54.

#### Construção

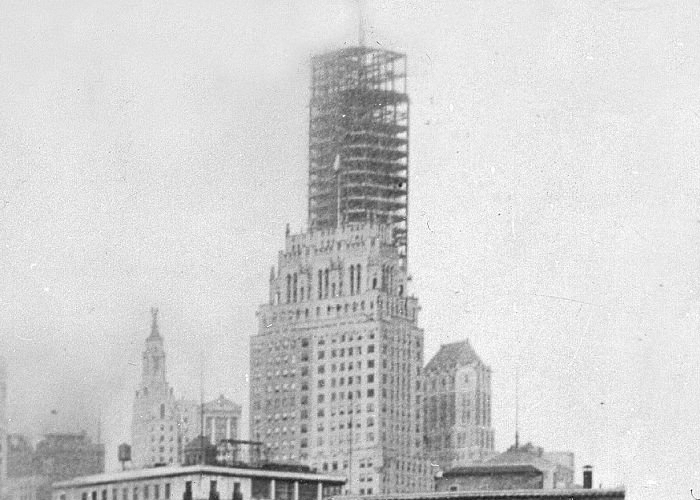
O 20 Exchange Place em construção em 1930; na frente está o 75 Broad Street

A construção do aço começou em fevereiro de 1930, com a primeira coluna sendo colocada em 25 de fevereiro. A construção do edifício demorou doze meses. A Fuller Company, a empreiteira, empregou em média dois mil trabalhadores simultaneamente, com mais de três mil no local em determinado momento. Uma grande parte da força de trabalho, mais de seiscentos homens, foram contratados para trabalhos de alvenaria. O projeto também empregou cronometristas e auditores para checarem o comparecimento dos trabalhadores, bem como corredores que entregavam desenhos arquitetônicos e garantiam que os materiais eram entregues. Os construtores anteciparam pagar ao todo 7,5 milhões de dólares em salários com cinco mil trabalhadores no total. Uma fonte contemporânea escreveu que o projeto proporcionou "alívio do desemprego, uma questão de grande importância no momento", já que a Grande Depressão estava começando. Os trabalhos de alvenaria terminaram em novembro de 1930. Alguns trabalhadores envolvidos na construção foram homenageados em uma cerimônia em janeiro de 1931.
O banco começou a mover sua sede em 20 de fevereiro de 1931, com o edifício sendo inaugurado para a City Bank Farmers Trust quatro dias depois. Houve 25 mil visitantes no dia da inauguração, com o The New York Times estimando que 3 851 pessoas visitaram o prédio por hora. Os andares superiores não estavam abertos porque os elevadores ainda não tinham sido finalizados. O 20 Exchange Place era o edifício revestido de pedra mais alto do mundo quando inaugurado, mas foi logo ultrapassado pelo Edifício Empire State, inaugurado em 1º de maio. Além disso, era o quarto maior do mundo atrás do Empire State, Chrysler e 40 Wall Street. A construção foi finalizada oficialmente em meados de março, um mês e meio antes do programado. No mesmo mês, o National City Bank passou um quarto da participação no edifício para a City Bank Farmers Trust Company.

### Uso como escritório

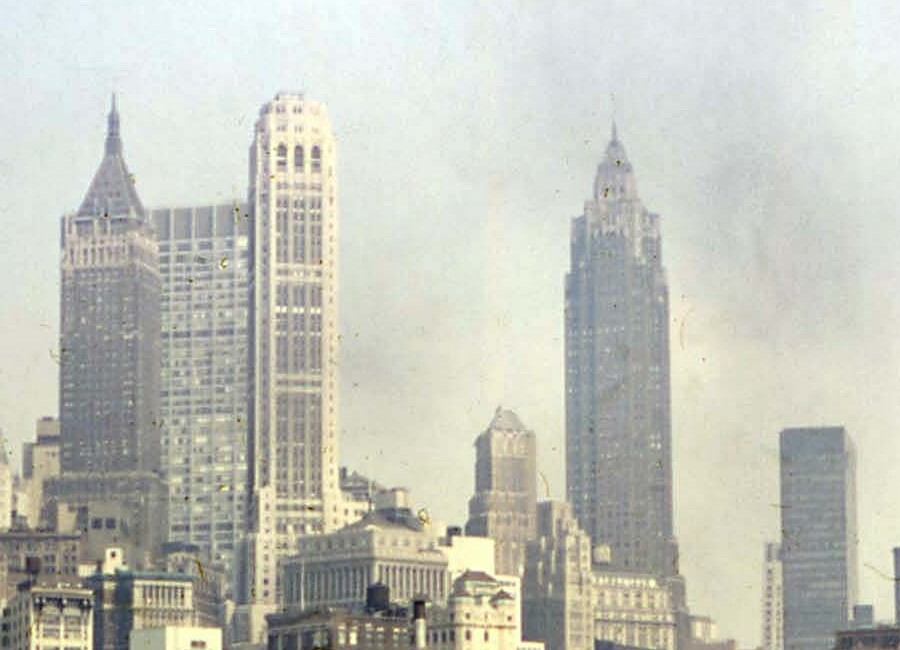
A Baixa Manhattan c. 1962–1963, com o 20 Exchange Place no centro esquerda

Foi estimado que 6,5 mil funcionários trabalhavam no edifício quando ele foi inaugurado. A City Bank Farmers Trust ocupou quase todos os espaços do primeiro ao décimo segundo andares, bem como os subsolos. O Canadian Bank of Commerce também ocupou um espaço no térreo do lado da Rua Hanover. Outros inquilinos ocuparam os andares superiores, incluindo firmas de advocacia, que formavam a maioria dos inquilinos externos do prédio. O edifício também abrigava escritórios de outras instituições financeiras como o Lehman Brothers, Bank of New York e First Boston. A City Bank Farmers Trust permaneceu como a maior ocupante do 20 Exchange Place, ocupando no seu auge 75 por cento do espaço. Parte do interior foi alterado em 1945.
O National City Bank se fundiu com o First National Bank em 1955, formando o First National City Bank. Pouco depois em março de 1958, a City Bank Farmers Trust iniciou a construção de um novo edifício em Midtown Manhattan, o 399 Park Avenue, que abrigaria a maioria das operações do First National City Bank. A City Bank Farmers Trust se mudou para o 399 Park Avenue na sua inauguração em 1961. Neste mesmo ano, a ala oriental do 20 Exchange Place estava em renovação; alguns dos materiais pegaram fogo em novembro, fazendo com que 25 pessoas ficassem presas nos elevadores. O First National City Bank foi renomeado para Citibank em 1976, vendendo o 20 Exchange Place três anos depois, porém manteve escritórios no local. Tanto o Citibank quanto o Canadian Bank of Commerce deixaram o edifício em 1989. A fachada permaneceu praticamente inalterada pelo passar das décadas, mas os saguões foram fechados para o público no final do século XX.

### Uso residencial

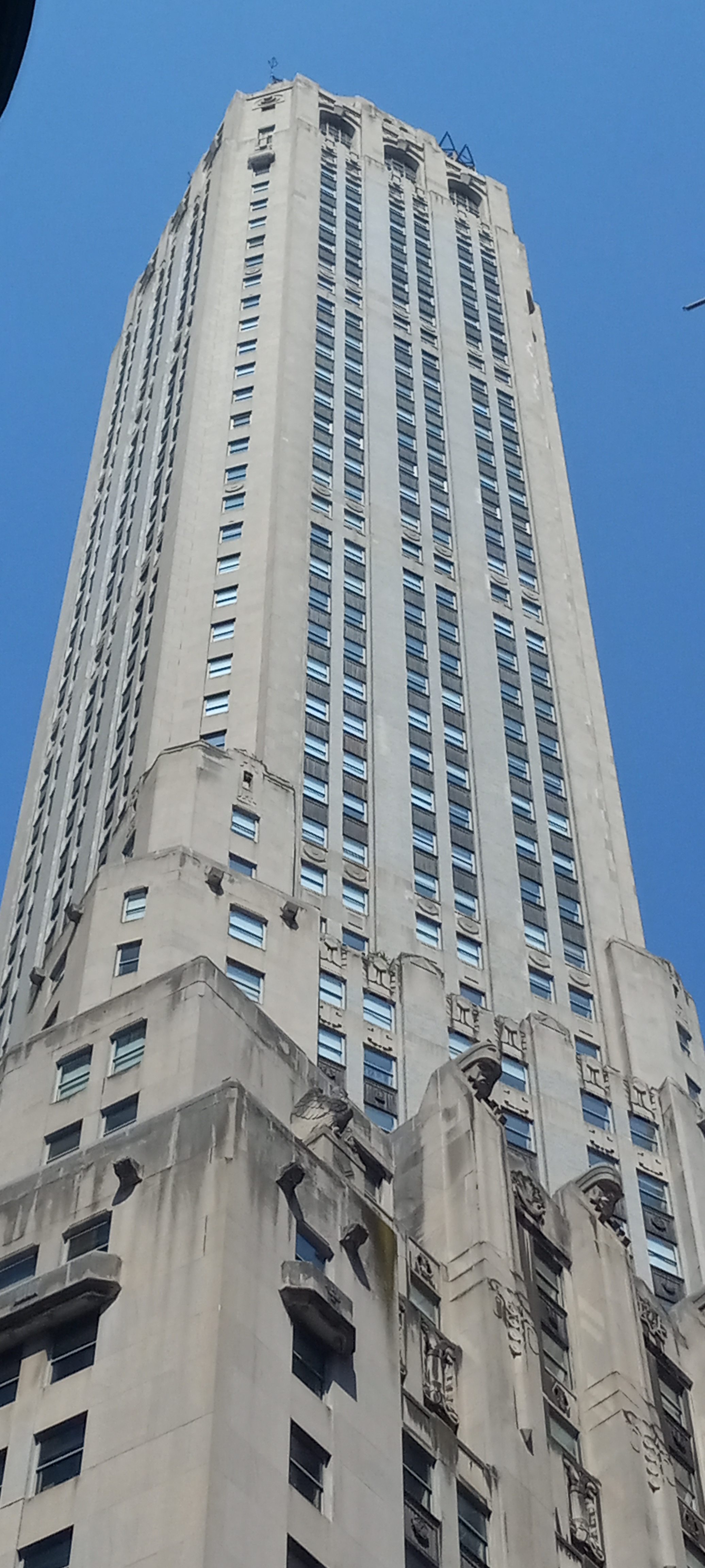
O 20 Exchange Place visto da rua em 2024

O 20 Exchange Place foi vendido em 1997 para um empreendimento conjunto entre o Witkoff Group e Kamran Hakim. O Witkoff tinha uma participação de 46 por cento no edifício, enquanto Hakim tinha o restante. Os dois consideraram planos para converter o 20 Exchange Place em um hotel, um prédio residencial ou manter os espaços de escritórios, decidindo por fim renovar o edifício ao custo de 25 milhões de dólares e converter os andares superiores em apartamentos. Aproximadamente doze mil metros quadrados dos primeiros dezoito andares permaneceriam como espaços comerciais; um terço desse espaço foi ocupado em 1999 pela Corporação Federal de Seguro de Depósitos. Alguns elementos decorativos foram roubados durante a renovação. A DMJM Harris Arup pegou uma sublocação no início de 2002 de 6 550 metros quadrados, tornando-se um dos maiores arrendamentos de escritórios na Baixa Manhattan desde os ataques de 11 de setembro de 2001.
Os empreendedores Ronny Bruckner e Nathan Berman compraram o 20 Exchange Place em 2004. Eles propuseram converter quase o edifício inteiro para uso residencial, com 250 apartamentos na torre e espaço comercial na base. A DTH Capital, um empreendimento conjunto entre o Eastbridge Group e a AG Real Estate, tornaram-se os novos empreiteiros do prédio. A DTH pagou 82,4 milhões de dólares pela parte de Hakim e 70,3 milhões pela parte do Whitkoff. O projeto recebeu dois empréstimos para um total de 135 milhões de dólares. O empreendimento conjunto recebeu dois anos depois um empréstimo de construção de 256,5 milhões de um grupo de vários credores; este empréstimo foi refinanciado em 2009. Os primeiros empréstimos foram usados para converter algumas unidades em apartamentos. Os primeiros apartamentos ficaram prontos no início de 2008. A Metro Loft Management, que supervisionou as conversões, criou 350 unidades entre o décimo sexto e quinquagésimo sétimo andares. A DTH Capital recebeu em 2014 um empréstimo adicional de 240 milhões que permitirão a conversão do nono ao décimo quinto andares em 221 apartamentos de luxo. A DMJM Harris Arup tinha recentemente deixado o espaço. As unidades restantes foram adicionadas em uma terceira fase terminada em 2015. Alguns apartamentos se beneficiaram da estabilização de alugueis.
Os elevadores do 20 Exchange Place começaram a quebrar frequentemente a partir de novembro de 2021, especialmente oito elevadores que atendiam as unidades acima do décimo quinto andar. Consequentemente, a DTH Capital contratou mecânicos de elevador para permaneceram no prédio o tempo todo e ofereceu concessões de aluguel e quartos de hotel para moradores. A DTH também contratou várias equipes de especialistas, que suspeitaram que os problemas eram relacionados com picos de energia dos maquinários da Consolidated Edison, porém a empresa afirmou que seu equipamento estava funcionando adequadamente. O The New York Times relatou que a DTH tentou adquirir placas controladoras para os elevadores, mas a entrega dessas placas foi atrasado por uma crise global da cadeia de suprimentos. Os problemas dos elevadores fizeram com que alguns dos moradores se sentissem presos dentro do edifício, enquanto outros disseram que precisaram subir por vários lances de escadas para acessarem seus apartamentos. Políticos locais se reuniram com moradores do 20 Exchange Place em março de 2022 para discutirem os problemas crônicos dos elevadores. Esses problemas persistiram até meados de 2022.
O Conwell Coffee Hall foi inaugurado no saguão em fevereiro de 2024, sediando um espetáculo imersivo chamado Life and Trust. O café era operado pela companhia de teatro imersivo Emursive. A Dermot Company comprou o 20 Exchange Place em julho de 2024 por 370 milhões de dólares. Life and Trust foi encerrado repentinamente em abril de 2025, deixando 9,3 mil metros quadrados de espaço vago em seis andares. Isto fez a Dermot Company processar os produtores do espetáculo.

## Arquitetura

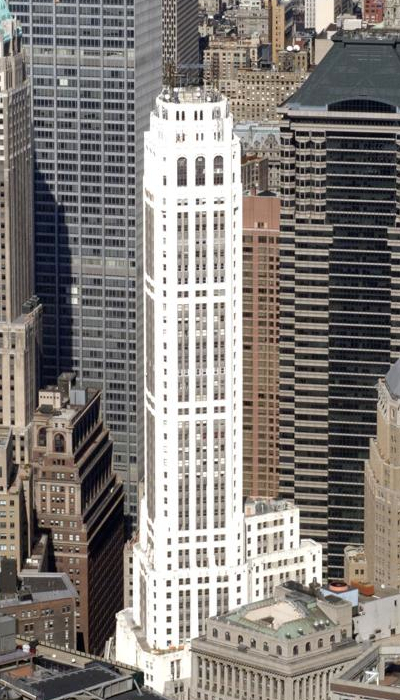
Vista aérea do 20 Exchange Place em 2010

O 20 Exchange Place, originalmente chamado Edifício City Bank–Farmers Trust, foi projetado pela firma de arquitetura Cross & Cross e construído pela George A. Fuller Company. George Maguolo foi o projetista principal do edifício, enquanto a Moran & Proctor foi a engenheira da fundação e terra. A Cross & Cross descreveu o prédio como não tendo um estilo arquitetônico específico, porém afirmou que a City Bank-Farmers Trust Company "sempre vai querer um laço com o passado". Alguns comentaristas caracterizaram o edifício como uma estrutura art déco, enquanto outros o descreveram como um estilo "neoclássico" com uma ornamentação art déco mínima.
Segundo a Emporis, The Skyscraper Center e o autor Dirk Stichweh, o edifício tinha 225,8 metros de altura e 57 andares utilizáveis; as duas primeiras também afirmaram que tinha uma antena à 228 metros. Outras fontes proporcionam dados diferentes. O autor Daniel M. Abramson afirmou que o 20 Exchange Place tem 231,6 metros de altura com 54 andares. Christopher Gray do The New York Times descreveu 59 andares e 228,6 metros de altura. Um artigo do The New York Times e um The Wall Street Journal, ambos de 1931, falaram que o prédio tinha 227 metros e apenas 54 andares utilizáveis, excluindo os espaços no topo. A Comissão de Preservação de Marcos da Cidade de Nova Iorque citou os registros do Departamento de Edifícios da Cidade de Nova Iorque como afirmando que o 20 Exchange Place tinha apenas 209 metros.
A base preenche todo o quarteirão e tem o formato de fecho. Há três recuos entre a base e a torre, incluindo no décimo nono e vigésimo primeiro andares. A torre sobe do vigésimo primeiro andar de forma octogonal, com quatro cantos chanfrados entre as quatro fachadas. Apenas a fachada da Rua William fica paralela com a torre, criando o efeito desalinhado; um projeto similar foi usado no 88 Greenwich Street e 26 Broadway. A Architectural Forum escreveu que o 20 Exchange Place evitava "exagero de formas apenas por uma questão de originalidade".

### Fachada
A fachada do 20 Exchange Place é feita quase inteiramente de pedra branca Rockwood Alabama, uma espécie de calcário oólito, porém o primeiro andar é revestido de granito Mohegan. Aproximadamente 5,1 mil metros cúbicos de rochas cinzas e azuis foram mineiradas no Alabama e levadas para Nova Iorque em peças pesando até 22,5 toneladas. As pedras pesam no total doze mil toneladas. O escultor britânico David Evans foi contratado para projetar boa parte da decoração dos andares inferiores. A fachada do 20 Exchange Place, diferentemente de edifícios mais antigos construídos no estilo clássico, mas similar a outros arranha-céus contemporâneos do início do século XX como o 70 Pine Street, foi projetada como uma "superfície unificada fluída" e não estava visualmente conectada com sua superestrutura interna.

#### Entradas
O 20 Exchange Place possui cinco entradas e elas foram projetadas com portas de níquel-prata em vez de bronze; uma fonte atribuiu isso ao desejo dos arquitetos de evitarem "metais coloridos". A entrada principal fica na fachada da Exchange Place e tem um arco redondo cercado por onze medalhões de granito que representam os países em que a City Bank Farmers Trust operava escritórios. Também há medalhões de granito flanqueando o arco e acima, bem como o selo do National City Bank no topo esquerdo e o da National City Company no topo direito. Duas placas iluminadas, uma em cada lado do arco, contém a palavra "Twenty" (em português: "Vinte"). Dentro do arco há degraus que levam a portas embaixo de um grande agrupamento de janelas, enquanto uma lâmpada pende de um intradorso no teto do arco.
Outra entrada está na esquina da Exchange Place com a Rua William. Possui quatro portas feitas de prata e uma liga de bronze, zinco e cobre, tendo uma guarnição de bronze. Cada porta contém três painéis mostrando diferentes meios de transporte. Acima das portas estão painéis de níquel-prata com figuras alegóricas de bronze, uma simbolizando finanças e uma simbolizando abundância; ambas estão cercadas por figuras animais e florais. Painéis de vidro acima são separados por mainéis ornamentados com símbolos da indústria. O selo da City Bank Farmers Trust e um mastro de bandeira estão acima da entrada. Esta era entrada principal para o espaço bancário da City Bank Farmers Trust.
A terceira entrada está na localizada na esquina das ruas Beaver e William. Esta é similar à entrada da Exchange Place com a William, mas neste caso só tem duas portas com painéis. As portas e os painéis acima são cercados por uma armação de granito. Os painéis de vidro acima da armação de granito não possuem mainéis ornamentados.
A quarta entrada está na fachada da Rua Beaver e consiste em três arcos redondos com arredores esculpidos. O arco central serve apenas como uma entrada de serviço e tem outro arredor esculpido com um pequeno frontão acima da porta, com este consistindo na escultura de cobras franqueando uma cabeça de bisão no centro logo acima da porta. Os dois arcos laterais possuem quatro portas de níquel-prata cada sob armações de mármore e vidro. Também há um medalhão acima do arco central.
A quinta e última entrada fica na fachada da Rua Hanover e consiste em uma abertura em forma de arco com um arredor esculpido. Há quatro portas com painéis, similar à entrada da Exchange Place com a Rua William, bem como painéis de níquel-prata acima das portas e um conjunto de painéis de vidro acima das portas, mais painéis separados por mainéis ornamentados. O Canadian Bank of Commerce usava esta entrada para acesso ao seu espaço bancário quando o 20 Exchange Place foi inaugurado.

#### Elementos da base
Os dois andares inferiores das fachadas das ruas William, Beaver e Exchange Place possuem várias janelas altas, todas as quais contém uma grade de prata embaixo e um fecho acima do centro. Há janelas menores e quadradas nas extremidades das fachadas, incluindo na Rua Hanover. O lado da Rua William é o único que não tem uma entrada direta, em vez disso tendo cinco janelas grandes. A fachada da Rua Beaver tem sete janelas grandes, três ao oeste da entrada e quatro ao leste. A fachada da Exchange Place possui três janelas grandes ao leste do arco central e uma ao oeste, mais duas janelas menores em cada lado do arco. A entrada da Rua Hanover é flanqueada pelas janelas menores.
Há poucas outras decorações pelo restante da base, com janelas de guilhotina ocupando a maior parte das fachadas de cada andar. No quarto andar há pequenas aberturas retangulares, enquanto no quinto andar janelas individuais ou pares de janelas separadas por painéis geométricos e encimado por uma cornija quadrada com formas geométricas. Do sexto ao décimo sétimo andares, as enjuntas entre as janelas em cada andar são feitas de granito azul-pérola ou alumínio, com muitas dessas enjuntas tendo medalhões. Pegões subdividem as janelas em agrupamentos individuais ou em pares. As enjuntas são decoradas com temáticas de agricultura, como feixes de trigo e flores. Outros temas usados nas enjutas incluem balanças representando o comércio, ampulhetas representando investimento e águas e fasces representando o governo.

#### Elementos da torre

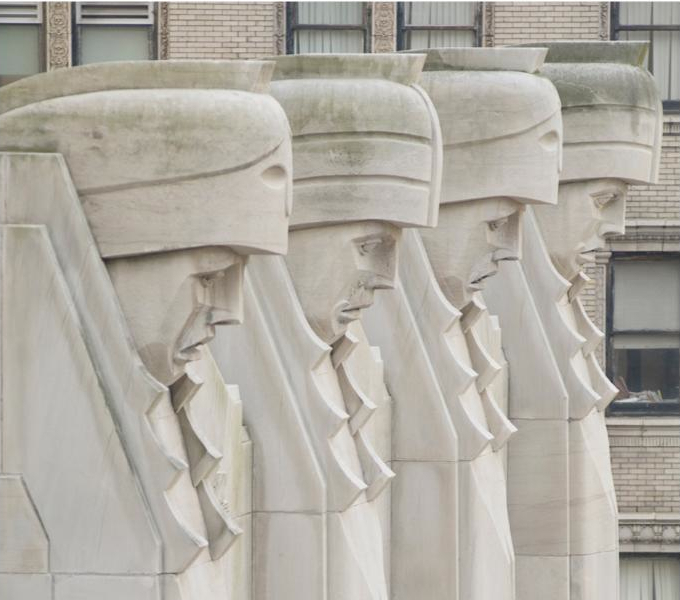
Quatro "gigantes das finanças" acima do décimo nono andar

Há catorze esculturas no décimo nono andar, correspondendo aos pegões diretamente na frente da torre. As figuras foram criadas por David Evans e contém representações de "gigantes das finanças"; metade são representados com carrancas, enquanto os restantes tem sorrisos. Esses rostos são referência a uma profecia peita pela figura bíblica de José, que previu que "sete anos de fartura" precederiam "sete anos de fome". Os pegões também separaram esteticamente a base da torre, bem como simbolizam as tendências de alta e baixa das finanças. Os tubos de admissão do sistema de aquecimento, ventilação e ar condicionado do edifício ficam escondidos atrás das enjuntas, enquanto os tubos de exaustão ficam atrás dos gigantes das finanças. Um artigo de 2022 do The New York Times caracterizou os gigantes das finanças como "bustos de estilo assírio". Os pegões mais externos são encimados por águas no décimo sétimo andar. Contrafortes transferem parte dos pesos dos andares superiores para a base no recuo mais alto.
Também há poucas decorações nos andares superiores. Entre as janelas guilhotina em cada andar estão enjuntas de alumínio, muitas das quais também contém medalhões. Estas janelas estão agrupadas em três pares por fachada. Estão separadas por pegões protuberantes que ascendem até o topo. Os cantos da torre são chanfrados com uma janela em cada andar. Há faixas de cantaria entre cada andar no vigésimo nono, trigésimo nono, quadragésimo oitavo e quinquagésimo quinto andares em vez de enjuntas de alumínio. Há três grandes arcos em cada fachada entre o quinquagésimo quinto e quinquagésimo sétimo andares. Os arcos ficam embaixo de uma "coroa" de dois níveis que abriga diversos equipamentos de comunicação. A coroa do 20 Exchange Place é similar àquela do Edifício General Electric, também projetado pela Cross & Cross.

### Interiores

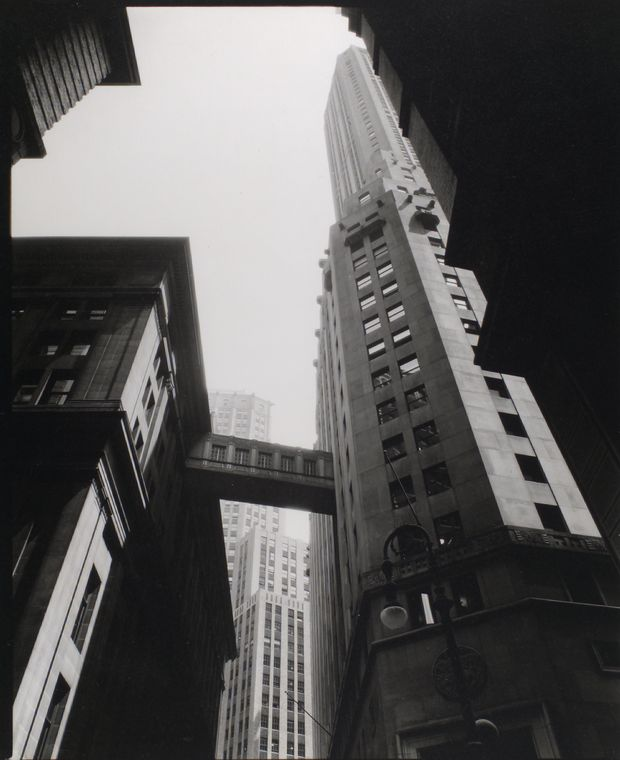
A antiga passarela conectando o 20 Exchange Place com o 55 Wall Street

O solo subjacente continha areia movediça e água, bem como as fundações dos edifícios anteriores, com todo o quarteirão tendo um formato irregular. Consequentemente, o edifício usou contraventamentos além de uma armação de aço. A fundação desce vinte metros abaixo do meio-fio e inclui quatro ou cinco subsolos. Os dois mais inferiores foram cavados na base rochosa, que estendia-se por doze metros abaixo da profundidade das águas subterrâneas. O subsolo também precisou evitar uma linha do Metrô de Nova Iorque.
A superestrutura usou 18,3 mil toneladas de aço, com os interiores tendo 28 mil metros quadrados de mármore. O prédio foi construído com quatro bancos de elevadores, totalizando 31 elevadores; estes estão no núcleo, permitindo que subam até os andares superiores sem interrupção. Os andares dos bancos tinham o que foi descrito como o maior sistema de tubos pneumáticos do mundo em uma instalação bancária. O 20 Exchange Place e o 55 Wall Street, os dois edifícios que abrigavam a sede global do National City Bank, eram conectados por uma passarela sobre a Exchange Place no décimo andar. Ela ficava 33 metros acima da rua e não existe mais.
A intenção era que o edifício acomodasse cinco mil funcionários do banco mais dois mil funcionários de escritório. Assim como foi feito em outros arranha-céus do Distrito Financeiro construídos no início do século XX, os andares inferiores possuíam grandes áreas que eram usados pelo inquilino principal, enquanto os andares superiores eram menores e alugados por várias outras companhias. Vários filmes, como Inside Man e The Amazing Spider-Man 2, foram filmados nos espaços com pé-direito alto dos andares inferiores do 20 Exchange Place.

#### Andares inferiores
Evans também projetou muitas das decorações do saguão, incluindo portas e grades com representações de navegação, engenharia, mecânica e arquitetura. A entrada da Exchange Place com a Rua William leva a uma rotunda de 9,1 metros de altura por onze metros de diâmetro. O teto da rotunda é suportado por seis colunas vermelhas, cujos capiteis são decorados com esculturas de águias. No chão há várias ilustrações representando o banco, enquanto nas paredes estão pedaços de rocha de vários tons. Há 28 mil metros quadrados de mármore de 45 tipos diferentes nos saguões, significando o "alcance global da América corporativa". Há mármore de pelo menos seis países europeus, como travertino dourado da Tchecoslováquia; apenas dois tipos de mármore são estadunidenses. O projeto da rotunda foi inspirado nos trabalhos do arquiteto francês Roger-Henri Expert. O domo é formado por anéis concêntricos escalonados com estêncil preto e prata e um hemisférico de plástico no alto.
Um meio lance de escadas ascende da rotunda para um espaço que anteriormente servia de sala de funcionários. Ela mede quinze por 26 metros e tem grandes pilares e painéis de carvalho inglês, originalmente contendo mesas dos dois lados do salão central. Esta sala era decorada com relevos do edifício e representações de agricultura, bancos e indústria. No salão central havia painéis de carvalho, assentos de couro e esculturas em madeira por Evans. Os escritórios executivos do City Bank ficavam atrás da sala de funcionários. Esses escritórios tinham decorações clássicas como carpetes, luminárias, cortinas, cadeiras e escrivaninhas.
Outro meio lance de escadas desce da rotunda e se conecta às salas da agência bancária, cuja entrada principal ficava na esquina das ruas William e Beaver. O saguão da entrada da Exchange Place leva a elevadores separados que atendem aos primeiros catorze andares, aos escritórios superiores e às salas de jantar no quinquagésimo primeiro e quinquagésimo segundo andares. Este saguão, que era usado pelos inquilinos, tinha painéis de mosaico coloridos e detalhes inspirados pela cultura nativo americana, como "padrões radiais de teto, temas de águia e tons de terra". Também há um saguão particular com decorações de mármore verde.
O Canadian Bank of Commerce e a City Bank Farmers Trust Company ficavam nos andares inferiores, exigindo entradas e escritórios separados. A City Bank Farmers Trust usava cinco salas bancárias. Havia um mural da Administração de Progresso do Trabalho atrás de uma das janelas dos caixas. O térreo tinha um pequeno espaço para o National City Bank, que lidava com clientes comerciais e de varejo. Também havia uma sala de valores mobiliários no térreo, uma sala de transferências e outra de valores mobiliários no primeiro subsolo e uma sala de reserva bancária no segundo subsolo. Há dois grandes cofres nos subsolos, cada um medindo 48 por dezesseis metros, e um cofre menor para uso pernoite; os cofres eram protegidos por portas que pesavam entre 27 e 36 toneladas. O sistema de segurança podia detectar pequenas vibrações no aço e concreto. O subsolo também abrigava um estande de tiro para treino dos guardas do banco. O Canadian Bank of Commerce ocupava o térreo e o primeiro andar do lado da Rua Hanover. Plantas indicam que havia linhas telefônicas e telégrafos na Exchange Place e escritórios de contadores na Rua Beaver.

#### Andares superiores
O décimo quinto andar era ocupado por uma central telefônica que podia lidar com cem mil chamadas por dia. Foi considerado que a central era a maior do mundo, com 37 telefonistas conectando seiscentas linhas e 3,6 mil extensões. O resto do edifício também era similarmente avançado tecnologicamente. Por exemplo, sabão era armazenado em um reservatório no subsolo e bombeado para as pias de todos os banheiros. Os escritórios eram conectados por um amplo sistema de tubos pneumáticos. Fios ficavam escondidos dentro dos poços dos elevadores, embaixo de pisos e dentro dos rodapés das paredes. Salas de jantar ficavam no quinquagésimo primeiro e segundo andares. O quinquagésimo sétimo andar foi projetado como um observatório, porém não se sabe se esse andar algum dia foi usado como tal.
Os andares superiores eram decorados com quinze tipos de madeira. Uma liga de cobre e níquel foi usada em elementos ornamentais; os rodapés eram aço inoxidável, já os corrimãos e toaletes de cromo. Os 27 últimos andares tem em média 460 metros quadrados, porém os mais elevados diminuem para 190 metros quadrados. O 20 Exchange Place, desde que foi convertido para uso residencial, tem 767 apartamentos. Há comodidades como uma academia, salas de lazer e jogos.

## Impacto
O The New York Times caracterizou o 20 Exchange Place em 1931 como "magnífico", enquanto críticos não nomeados o chamaram de "um dos edifícios mais bonitos" de Nova Iorque. O autor W. Parker Chase escreveu em 1932 que "Tudo em conexão com este edifício monumental expressa beleza, completude e grandeza". Segundo o Real Estate Record and Guide, o 20 Exchange Place era "conservador moderno em estilo e proporções clássicas". O crítico arquitetônico Robert A. M. Stern disse em 1987 que a proximidade do prédio com outros arranha-céus, incluindo o 70 Pine Street, 1 Wall Street, 40 Wall Street e Downtown Athletic Club, tinha reduzido arranha-céus antigos "à condição de sopés em uma nova cadeia de montanhas". O historiador Christopher Gray falou em 2014 que "de longe parece um tradicional arranha-céu de calcário. Mas de perto, é rico em metal prateado e níquel em estilo moderno, e os interiores são uma mistura desconcertante de banqueiro sóbrio e classicismo Art Déco". Foi designado em 1996 um marco de Nova Iorque pela Comissão de Preservação de Marcos. Em 2007 foi designado como uma propriedade contribuinte do Distrito Histórico da Rua Wall.